# Івлево (село, Дмитровський міський округ)
І́влево (рос. Илево) — село (колишній присілок) у складі Дмитровського міського округу Московської області, Росія.

## Населення
Населення — 2 особи (2010; 5 у 2002).
Національний склад (станом на 2002 рік):
- росіяни — 60 %